# Beverly Beach (Floryda)
Beverly Beach – miasto w Stanach Zjednoczonych, w stanie Floryda, w hrabstwie Flagler.